# Дюк Нюкъм
Дюк Нюкъм (на английски: Duke Nukem) е екшън герой създаден от разработчиците на компютърни игри Тод Реплогъл, Джордж Брусард, Алън Блум и Скот Милър от 3D Realms /Apogee Software. Откакто е издадена играта Duke Nukem 3D, Нюкъм се озвучава от актьора Джон Ст. Джон.

## История
Дюк Нюкъм най-напред се появява като главен герой в играта на Apogee Software Duke Nukem, която е издадена през 1991. Тази игра е написана за IBM PC съвместими компютри, и има 320x200, 16-цветна EGA графика с вертикално и хоризонтално скролиране. Оригиналната игра се състои от три епизода, първият от които се разпространява като shareware. Продължение, с името Duke Nukem II, е издадено от Apogee през 1993. Това продължение се възползва от 256-цветна VGA графика, MIDI музика, и дигитализиран звук. Всъщност само 16 цвята са използвани на екрана едновременно; използвани са три различни 16-цветни палитри.
Първата Дюк Нюкъм игра е кръстена Duke Nukem, но Apogee научават, че това име може би вече е запазена марка, така че за версия 2.0 го сменят на Duke Nukum. По-късно се установява, че това име не е запазена марка, така, че изписването Duke Nukem се възстановява за Duke Nukem II и всички следващи Дюк игри. Подозрителната запазена марка е героят Дюк Нюкъм от Капитан Планета и планетяните.
Героят е най-добре познат от екшън от първо лице играта Duke Nukem 3D, разработена от подразделението 3D Realms на Apogee и е издадена през 1996. Duke Nukem 3D е една от най-спорните игри за времето заради наличието на нецензурен език, сексуално съдържание/голота и неоправдано насилие.
За кратко време се е произвеждала играчка Дюк Нюкъм от вече не функциониращата компания за играчки ReSaurus. Първоначално фокусирана върху Duke Nukem 3D, в серията има три версии на Дюк, Прасето-ченге (Pigcop), Октамозък (Octabrain) и Боен Водач (Battlelord). Играчките били относително популярни, но лесно се чупели (краката на Дюк се крепяли на тънка пластмасова ос, която лесно се кършела, а Октомозъкът имал множество чупливи точки). Още играчки били планирани за пускане заедно с издаването на Duke Nukem Forever, но забавянето на играта отменило тези играчки и ReSaurus излезли от бизнеса напълно.
Планове за екшън филм Duke Nukem продуциран от Threshold Entertainment били анонсирани още през 2001, но филмът така и не стигнал до продукция.

## Герой
Въпреки че първоначално е представен като недоволен телевизионен зрител, който обижда Д-р Протон, прекъсвайки сапунените опери, във всички игри след Duke Nukem 3D включително, Дюк има изградена индивидуалност като на хипермъжествен и егоистичен мачо-женкар и неговите мисии основно се състоят от избиване на извънземни, завладели Земята за поробят земните жени.
Дюк Нюкъм е имитация на множество холивудски екшън герои, като онези играни от Чарлз Бронсън, Клинт Ийстууд, Арнолд Шварценегер, и Силвестър Сталоун, също и героят на Кърт Ръсел от „Големи проблеми в малък Китай“ (Big Trouble in Little China), героя на Роди Пайпър от „Те живеят“ (They Live), и Аш Уилямс от сериите на „Злите мъртви“ (Evil Dead).
Както героите често играни от Шварценегер и Сталоун, Дюк е самоуверен и агресивен мускулест мъжага, който дори да не е свръхчовек, успява да изпълни невероятни физически подвизи на насилие и завоевание чрез абсолютен мачизъм и перфектно владеене на автоматични оръжия. Подобно на героя игран от Брус Кембъл, Нюкъм също е доста устат (въпреки че хуморът на Дюк е по-малко саркастичен и повече откровено агресивен, няколко от репликите в Duke Nukem 3D са взети направо от филма на Кембъл Армия на мрака), и неговият подиграващ се образ често изказва някоя шега докато коли враговете си. Също така, той очевидно има огромен опит с жените и с течение на обстоятелствата винаги се оказва заобиколен от множество прекрасни жени (въпреки че определени знаци в игрите изглежда показват наличието на настояща или бивша приятелка, която се казва Лани – възможна връзка с актрисата и звуков инженер Лани Минела). Също има шега, въртяла се по интернет, според която външния вид на Дюк се сравнява с този на бившия играч от NFL Хауи Лонг.
Освен с богатия си аресенал от огнестерлни и енергийни оръжия и експлозиви, Дюк е много добре познат с неговата запазена марка летяща раница – джет пак, която му дава възможност да лети на къси разстояния. Той също е известен със своя златен пистолет Desert Eagle и слънчеви очила, които напълно скриват очите му и без които никога не е бил виждан (дори през нощта) след Duke Nukem 3D, и неговата руса коса с армейска прическа, която съществува още от първата игра.

### Оригинален дизайн
Дюк Нюкъм е оригинално създаден и кръстен от Тод Реплогъл за видео играта, която разработвал (оригинално Duke Nukem). След като чул името на героя, Скот Милър предложил играта да има същото име (по тове време е било запланувано името Metal Future). Милър помогнал с дизайна на героя според неговите мисли за това име. По късно Дюк Нюкъм бил прерисуван от Джим Норууд и Джордж Брусард. Duke Nukem няма глас, но Duke Nukem II има интро с един ред изговарян от Джо Сийглър, и предсмъртен писък от Тод Реплогъл. По късно всички игри от серията са озвучени от Джон Ст. Джон като гласа на Дюк Нюкъм.

## Duke Nukem игри
- Duke Nukem (временно Duke Nukum) – 1991 – MS-DOS, PlayStation
- Duke Nukem II – 1993 – MS-DOS
  - Escape From Alien Abductors[5] – ??? – MS-DOS
- Duke Nukem 3D – 1996 – MS-DOS, Mac OS, Saturn, Mega Drive, Dreamcast
- Duke Nukem: Total Meltdown – 1997 – PlayStation
- Duke Nukem 64 – 1997 – Nintendo 64
- Duke Nukem: Time to Kill – 1998 – PlayStation
- Duke Nukem: Zero Hour – 1999 – Nintendo 64
- Duke Nukem GBC – 1999 – Game Boy Color
- Duke Nukem: Land of the Babes – 2000 – PlayStation
- Duke Nukem: Planet of the Babes – ??? – PlayStation
- Duke Nukem Advance – 2002 – Game Boy Advance
- Duke Nukem: Manhattan Project – 2002 – Microsoft Windows
  - Total Mutant Mayhem – ??? – PC
- Duke Nukem D-Day – ??? – PlayStation 2
- Duke Nukem Mobile – 2004 – Tapwave Zodiac
- Duke Nukem Mobile – 2004 – Cellular Phones
- Duke Nukem Mobile II: Bikini Project – 2005 – Cellular Phones
- Duke Nukem Mobile 3D – 2005 – Cellular Phones
- Duke Nukem Forever – TBD – PC
- Duke Nukem Trilogy – TBD – DS, PSP
- Duke Nukem online – ??? – PC
- Duke Nukem: Endangered Species – canceled – PC
- Duke Nukem Forever 1997 – canceled – PC
- Duke Nukem GIZ – ??? – Gizmondo
- Duke Nukem Forever – 2011 – PC, XBOX360, PS3
- Duke Nukem: Critical Mass – 2011 – Nintendo DS, PSP

### Прекратени игри
Duke Nukem Forever или Duke Nukem 4 (да не се бърка с предстоящия екшън от първо лице), е анонсирана през ранната 1997 да бъде полу-3D игра. Поради неизвестни причини разработката спира, и се решава името да се преизползва за FPS.
Duke Nukem: Endangered Species е анонсирана през януари 2001. Трябвало да бъде ловна игра, където играчът може да ловува всичко от динозаври до змии, като се използва подобрена версия на енджина използван в сериите Carnivores. Играта е прекратена през декември същата година. Украинската фирма Action Forms разработваща играта, вместо това започва разработка на собствена игра Vivisector: Beast Inside (оригинално озаглавена Vivisector: Creatures of Doctor Moreau).

### Дюк Нюкъм в други игри
Дюк Нюкъм се появява и в някои други игри на Apogee само като образ. Появява се в Cosmo's Cosmic Adventure (1992) и Death Rally (1996). Освен това има и Дюк Нюкъм маса в пинбал заглавието от 1998 Balls of Steel от Pinball Wizards подразделението на Apogee— заглавието Balls of Steel е препратка към пинбал машина забелязана в Duke Nukem 3D. Дюк Нюкъм е в списъка по подразбиране с най-високи резултати в Crystal Caves, Death Rally, Paganitzu, Realms of Chaos и Stargunner. Също така има осакатено полумърво тяло на Дюк Нюкъм в скрито място в Blood. Скелетът на Дюк Нюкъм се появява в Serious Sam II, където той постоянно е споменаван.